# Pałac dożów Genui
Pałac dożów Genui (wł. Palazzo ducale) przy piazza De Ferrari w Genui był oficjalną rezydencją doży genueńskiego przez cały okres trwania Republiki Genui.

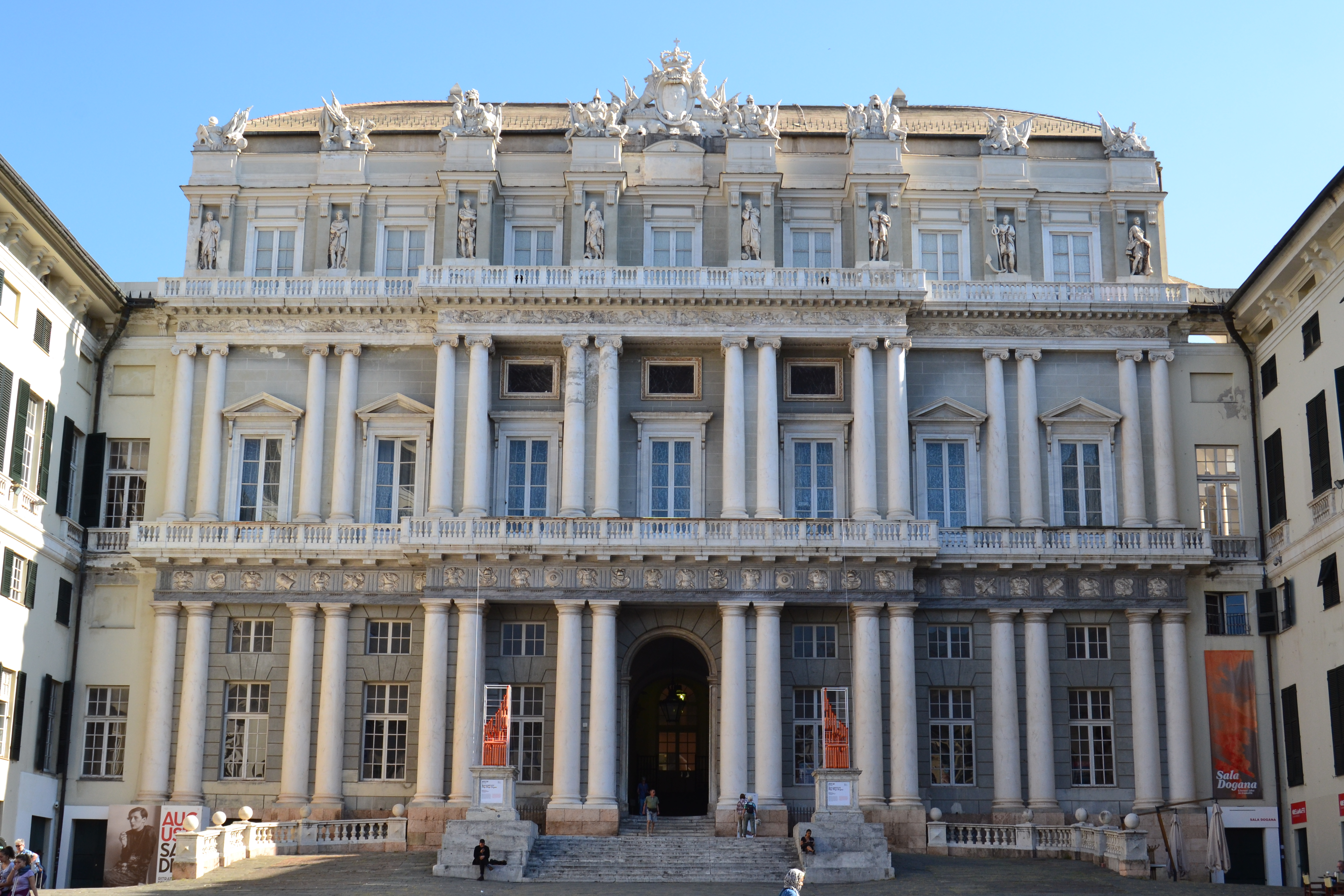
Palazzo Ducale.

W latach 1251–1275 wzniesiono wieżę palazzo Fieschi, (obecnie części palazzo Ducale) W 1291 Republika Genui zakupiła od rodu Doria domy między Piazza San Matteo a San Lorenzo by zbudować tam pałac doży. W 1294 Republika Genui zakupiła pałac Leonardo Fieschi.
Około 1590: Andrea Ceresola zaprezentował projekty przebudowy rezydencji doży w stylu renesansowym. Pałac poszerzono w XVII wieku. W 1777 roku pożar strawił pałac. Doża Giuseppe Lomellini (1723 -1803) musiał salwować się ucieczką. Po pożarze pałac odbudowano w stylu klasycyzmu.
W latach 1940–1945 pałac był uszkodzony przez bombardowania. W latach 1990–1992 został odrestaurowany.